# Міністерство освіти США
Міністерство освіти США (англ. United States Department of Education) — один з виконавчих департаментів США.
Міністерство було створено в 1979 році шляхом поділу наявного раніше Міністерства охорони здоров'я, освіти та соціального забезпечення на Міністерство освіти й Міністерство охорони здоров'я і соціальних служб США. На відміну від багатьох інших країн, освіта в США дуже децентралізована, основну роль відіграють штати й місцеві шкільні ради, а роль міністерства освіти порівняно невелика. Це одне з найменших міністерств США. Станом на 2018 рік кількість співробітників міністерства складала 3912 осіб, бюджет (2016 фінансовий рік) — близько 68 млрд доларів. До завдань міністерства входить розподіл федеральних фінансових коштів на освіту, збір інформації про американські школи, забезпечення рівного доступу до освіти. Міністерство очолює міністр освіти США. З 3 березня 2025 р. цю посаду обіймає Лінда Мак-Мен. Було підписано наказ про ліквідацію цього департаменту президентом США Дональдом Трампом 20 березня 2025 року.